# Веркураго
Веркураго, Веркураґо (італ. Vercurago) — муніципалітет в Італії, у регіоні Ломбардія, провінція Лекко.
Веркураго розташоване на відстані близько 500 км на північний захід від Рима, 45 км на північний схід від Мілана, 4 км на південь від Лекко.
Населення — 2841 особа (2014).

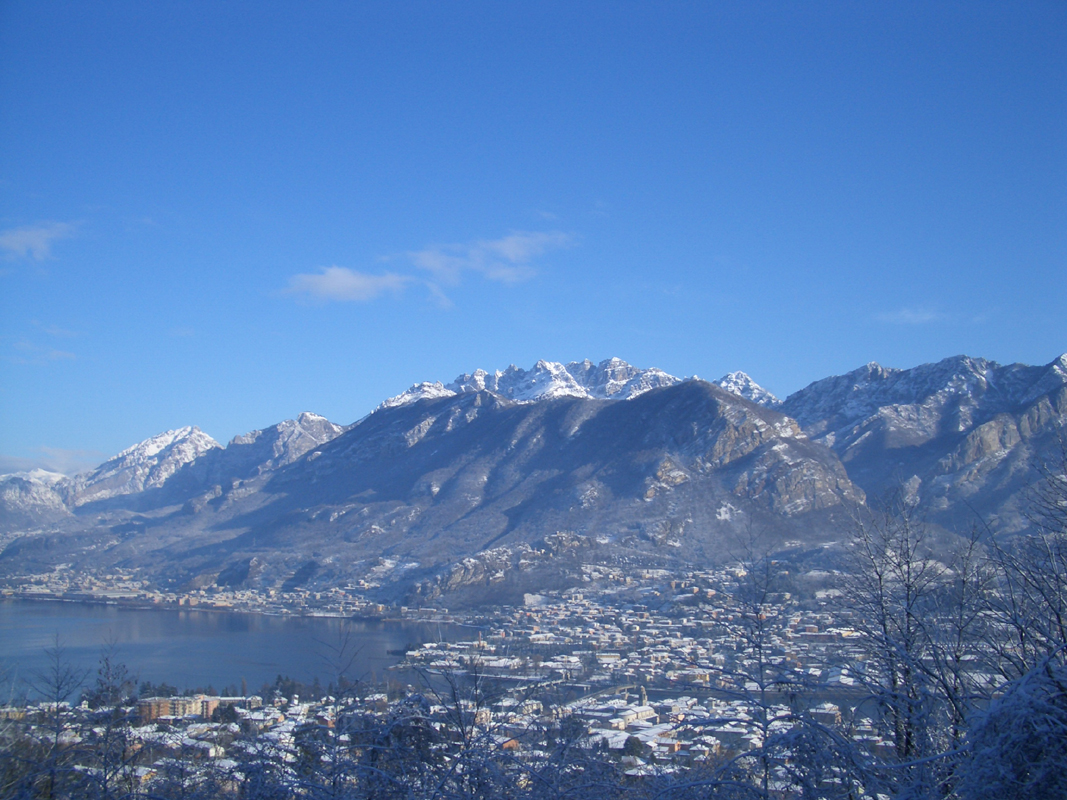

Щорічний фестиваль відбувається 8 лютого. Покровитель — San Girolamo Emiliani.

## Демографія
Населення за роками:

Станом на 1 січня 2023 року в муніципалітеті офіційно проживало 159 іноземців з 34 країн, серед них 22 громадяни країн Євросоюзу та 3 громадяни України.

## Сусідні муніципалітети
- Калольцьокорте
- Ерве
- Гарлате
- Лекко
- Ольджинате